# Pokój śmierci
Pokój śmierci – amerykański thriller dramatyczny z 2009 roku w reżyserii Jonathana Liebesmana.

## Fabuła
Cztery osoby (trzej mężczyźni i kobieta) dobrowolnie przystępują do udziału w eksperymencie psychologicznym, który okazuje się być brutalną, nowoczesną wersją programu MKULTRA. Ochotnicy zostają zamknięci w dużym, białym pokoju, w którym stoły i krzesła zostały przymocowane do podłogi. Każde z nich otrzymuje ankietę do wypełnienia. W międzyczasie, do pokoju wchodzi doktor prowadzący badanie, aby rzekomo opisać zakres eksperymentu. Tłumaczy on ochotnikom, że badanie będzie trwało około ośmiu godzin, w czasie których każde z nich zarobi po 250 dolarów. Po zakończeniu wprowadzenia, doktor strzela kobiecie w głowę i szybko wychodzi z pokoju. W ciągu najbliższych kilku godzin, każdy z pozostałych trzech mężczyzn zostanie poddany fizycznej i psychicznej brutalności. Tylko jeden ochotnik będzie mógł przetrwać badanie. W końcu okazuje się, że celem programu jest osiągnięcie zjawiska podobnego do apoptozy komórek (porównanie użyte w filmie), rozwój "cywilnej broni", zdolnej do ataków samobójczych.

## Obsada
- Chloë Sevigny jako Emily Reilly
- Nick Cannon jako Paul Brody
- Timothy Hutton jako Crawford Haines
- Shea Whigham jako Tony Mazzola
- Peter Stormare jako Dr Phillips
- Clea DuVall jako Kerry Isalano